# Ошейниковая нектарница
Ошейниковая нектарница (лат. Cinnyris afer) — вид воробьинообразных птиц из семейства нектарницевых. 
Вид распространён в Южной Африке. Встречается в Анголе, Демократической Республике Конго, Малави, Мозамбике, Руанде, Эсватини, Уганде, Замбии и Южно-Африканской Республике. Обитает в финбоше, редколесье, садах и тому подобное.
Птица длиной 14 см. У самцов голова, горло и часть спины блестящего зелёного цвета. Грудь красная, отделена от зелёного горла узкой синей полосой. По бокам тела, под крыльями имеются жёлтые пучки перьев. Остальные части тела серого цвета. Клюв длинный, изогнутый вниз, чёрного цвета. Самки меньшего размера, а яркие участки красного и жёлтого цветов занимают меньшую площадь.
Активны днём. Держатся одиночно или парами. Питаются нектаром и зрелыми плодами. Птенцов кормят насекомыми и пауками. Могут зависать перед паутиной, чтобы добыть пауков. 
Размножается круглый год, с пиком с июля по ноябрь. Гнездо строит между ветвями деревьев. Оно закрыто, овальной формы, построено из травы и лишайников, связанных паутиной. Вход в гнездо сбоку. Иногда в нём две камеры — одна гнездовая, другая выполняет функцию крыльца.